# Rhinomorinia setitibia
Rhinomorinia setitibia är en tvåvingeart som beskrevs av Crosskey 1977. Rhinomorinia setitibia ingår i släktet Rhinomorinia och familjen gråsuggeflugor. Inga underarter finns listade i Catalogue of Life.